# Scyllarus
Genre
Scyllarus est un genre de crustacés de l'ordre des décapodes (les décapodes ont cinq paires de pattes).

## Liste d'espèces
| Selon ITIS (20 février 2015) : - Scyllarus aesopius Holthuis, 1960 - Scyllarus amabilis Holthuis, 1963 - Scyllarus americanus (S. I. Smith, 1869) - Scyllarus aoteanus Powell, 1949 - Scyllarus arctus (Linnaeus, 1758) -- Petite cigale de mer - Scyllarus aureus Holthuis, 1963 - Scyllarus aurora Holthuis, 1982 - Scyllarus batei Holthuis, 1946 - Scyllarus bertholdii Paulson, 1875 - Scyllarus bicuspidatus (De Man, 1905) - Scyllarus brevicornis Holthuis, 1946 - Scyllarus caparti Holthuis, 1952 - Scyllarus chacei Holthuis, 1960 - Scyllarus crenatus (Whitelegge, 1900) - Scyllarus cultrifer (Ortmann, 1897) - Scyllarus delfini (Bouvier, 1909) - Scyllarus demani Holthuis, 1946 - Scyllarus depressus (S. I. Smith, 1881) - Scyllarus dubius Holthuis, 1963 - Scyllarus faxoni Bouvier, 1917 - Scyllarus gibberosus (De Man, 1905) - Scyllarus kitanoviriosus Harada, 1962 - Scyllarus lewinsohni Holthuis, 1967 - Scyllarus longidactylus Harada, 1962 - Scyllarus martensii Pfeffer, 1881 - Scyllarus mawsoni (Bage, 1938) - Scyllarus modestus (Holthuis, 1960) - Scyllarus ornatus Holthuis, 1960 - Scyllarus paradoxus Miers, 1881 - Scyllarus planorbis Holthuis, 1969 - Scyllarus posteli Forest, 1963 - Scyllarus pumilus Nobili, 1905 - Scyllarus pygmaeus (Bate, 1888) - Scyllarus rubens (Alcock & Anderson, 1894) - Scyllarus rugosus H. Milne-Edwards, 1837 - Scyllarus sordidus (Stimpson, 1860) - Scyllarus subarctus Crosnier, 1970 - Scyllarus timidus Holthuis, 1960 - Scyllarus umbilicatus Holthuis, 1977 - Scyllarus vitiensis (Dana, 1852) | Selon World Register of Marine Species (20 février 2015) : - Scyllarus americanus (Smith, 1869) - Scyllarus arctus (Linnaeus, 1758) - Scyllarus caparti Holthuis, 1952 - Scyllarus chacei Holthuis, 1960 - Scyllarus depressus (Smith, 1881) - Scyllarus paradoxus Miers, 1881 - Scyllarus planorbis Holthuis, 1969 - Scyllarus pygmaeus (Bate, 1888) - Scyllarus subarctus Crosnier, 1970 |

De nombreuses espèces considérées comme Scyllarus par ITIS ont été placées dans d'autres genres de la famille des Scyllaridae par WoRMS, sur la base des derniers travaux de taxinomie sur ce groupe.